# ديفيد ر. براون
ديفيد ر. براون (بالإنجليزية: David R. Brown)‏ هو عالم حاسوب أمريكي، ولد في 31 أكتوبر 1923، وتوفي في 16 أبريل 2016.